# Cristiano da Matta

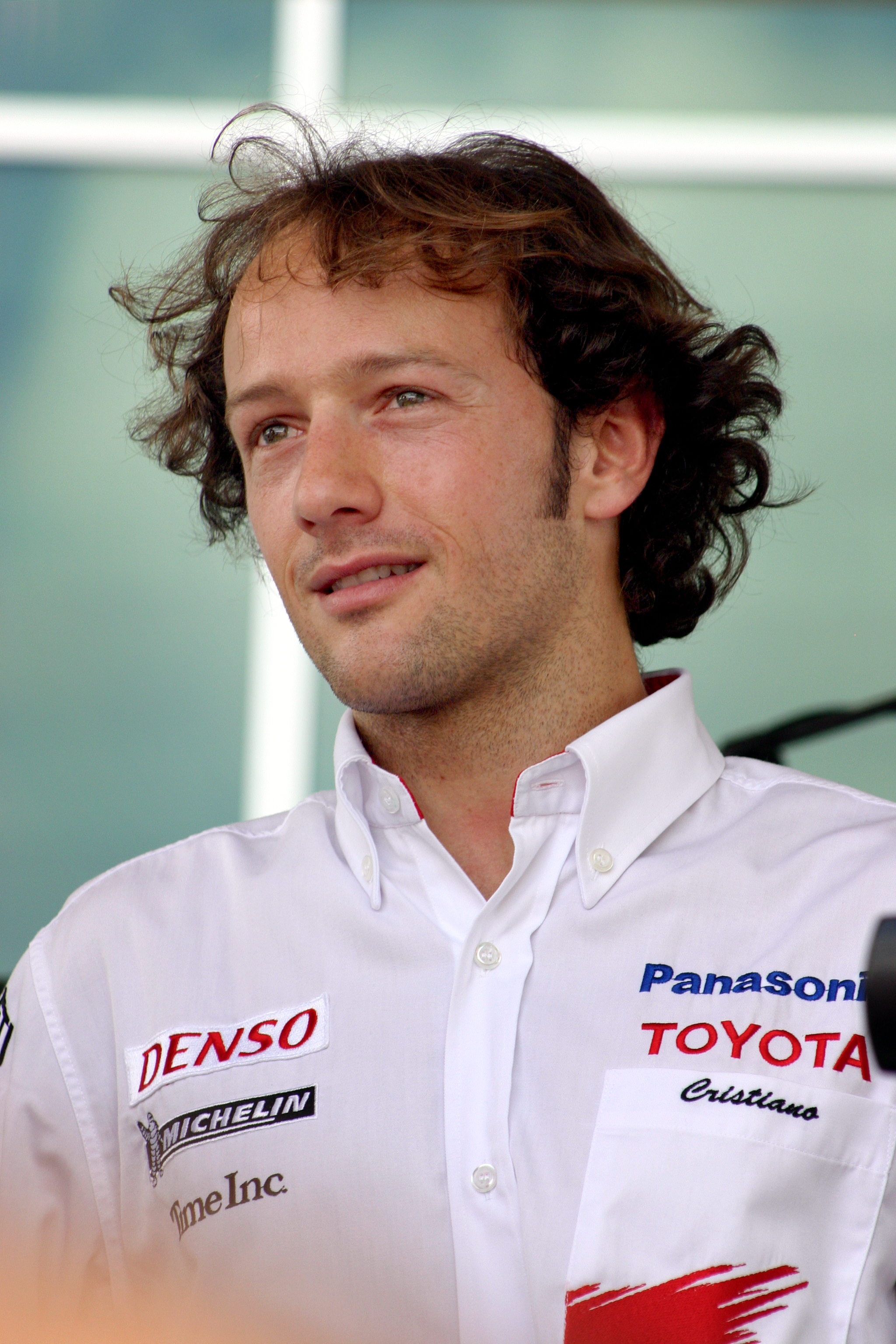
Cristiano da Matta

Cristiano Monteiro da Matta (Belo Horizonte, 19 september 1973) is een Braziliaans autocoureur. Hij was de winnaar van de American CART Championship in 2002 en voormalig Toyota Formule 1-coureur.
Na een aantal succesvolle jaren in het CART-kampioenschap had Da Matta zich in het vizier van de Formule 1 gereden. Voor het jaar 2003 bemachtigde hij een contract bij het Formule 1 team van Toyota. In zijn debuutjaar kon Da Matta nog enige indruk maken. Hij reed acht keer in de top 10 en behaalde in zijn eerste seizoen 10 punten. Zijn beste startpositie was een derde plaats in Japan en in Groot-Brittannië leidde hij de race zelfs 17 ronden lang om vervolgens als zevende te eindigen. Aan het einde van het seizoen ontving hij de Formula 1 Rookie of the Year Award. Echter, in 2004, kon hij geen potten meer breken. Hij scoorde nog een zesde plaats in Monaco, maar de Formule 1-ster van Da Matta was vallende. De relatie met het Toyota Formule 1 team verslechterde en na 10 races hield Da Matta het voor gezien in de Formule 1. Hij werd voor de laatste races van het seizoen vervangen door Ricardo Zonta.
Da Matta ging terug naar de CART-series, in de hoop oude successen te kunnen herleven. In het seizoen 2006 waar hij racete voor PKV-Racing wist hij wel een race te winnen, maar in de einduitslag van het kampioenschap wist hij slechts een 11e plaats te halen. In 2006 stapte hij over naar het team van Dayle Coyne Racing. Hij behaalde nog 1 overwinning. Op 6 augustus 2006, na een bizar ongeval op het circuit van Road America, waar hij bij een test met meer dan 250 km/h een overstekend hert raakte, raakte Da Matta zwaargewond. Hij overleefde het ongeval, maar zou niet meer terugkeren in de racerij.